# Histoire de Saint-Marin
 (septembre 2017).
Si vous disposez d'ouvrages ou d'articles de référence ou si vous connaissez des sites web de qualité traitant du thème abordé ici, merci de compléter l'article en donnant les références utiles à sa vérifiabilité et en les liant à la section « Notes et références ».

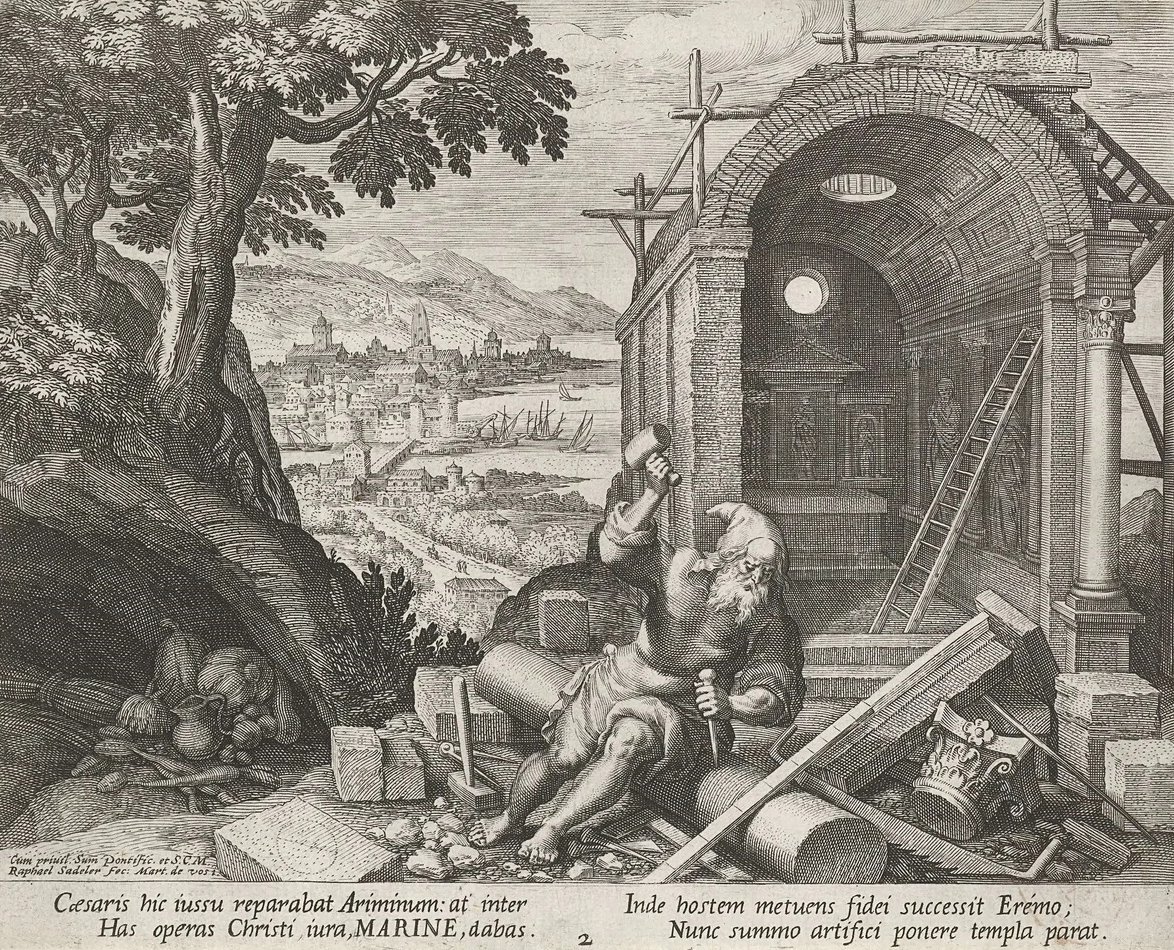
Marin, le tailleur de pierres, à son ouvrage.

L’histoire de Saint-Marin, un petit État souvent qualifié de « plus vieille république du monde », prend ses racines au IVe siècle, sous l'Empire romain.

## La création de Saint-Marin
Vers l’an 300, un modeste tailleur de pierres prénommé Marinus aurait quitté son île natale de Rab, en Dalmatie, pour s’installer dans la ville de Rimini en tant que maçon. Avant même que la grande vague de persécution contre les chrétiens lancée par l’empereur Dioclétien en 303 n’ait commencé, le pieux Marin prit la fuite et se réfugia sur le mont Titano, situé à proximité. Un nombre grandissant de persécutés vinrent le rejoindre, et établirent ainsi sur le Titano une communauté chrétienne. La date officielle de naissance de cette communauté, aujourd’hui, est conventionnellement fixée au 3 septembre 301.
En 313, à la suite de l’édit de tolérance de Constantin et à l’apaisement de la situation, Marin fut nommé diacre par l’évêque de Rimini. Une patricienne romaine convertie au christianisme, du nom de Donna Felicissima, lui fit par ailleurs don du mont Titano, dont elle détenait jusque-là la propriété.
L’établissement définitif de la communauté de Saint-Marin est symbolisé par la mort de son fondateur à l’automne de l’an 366, et surtout par les derniers mots qui furent les siens : « Relinquo vos liberos ab utroque homine.  » (« Je vous laisse libres des autres hommes »).

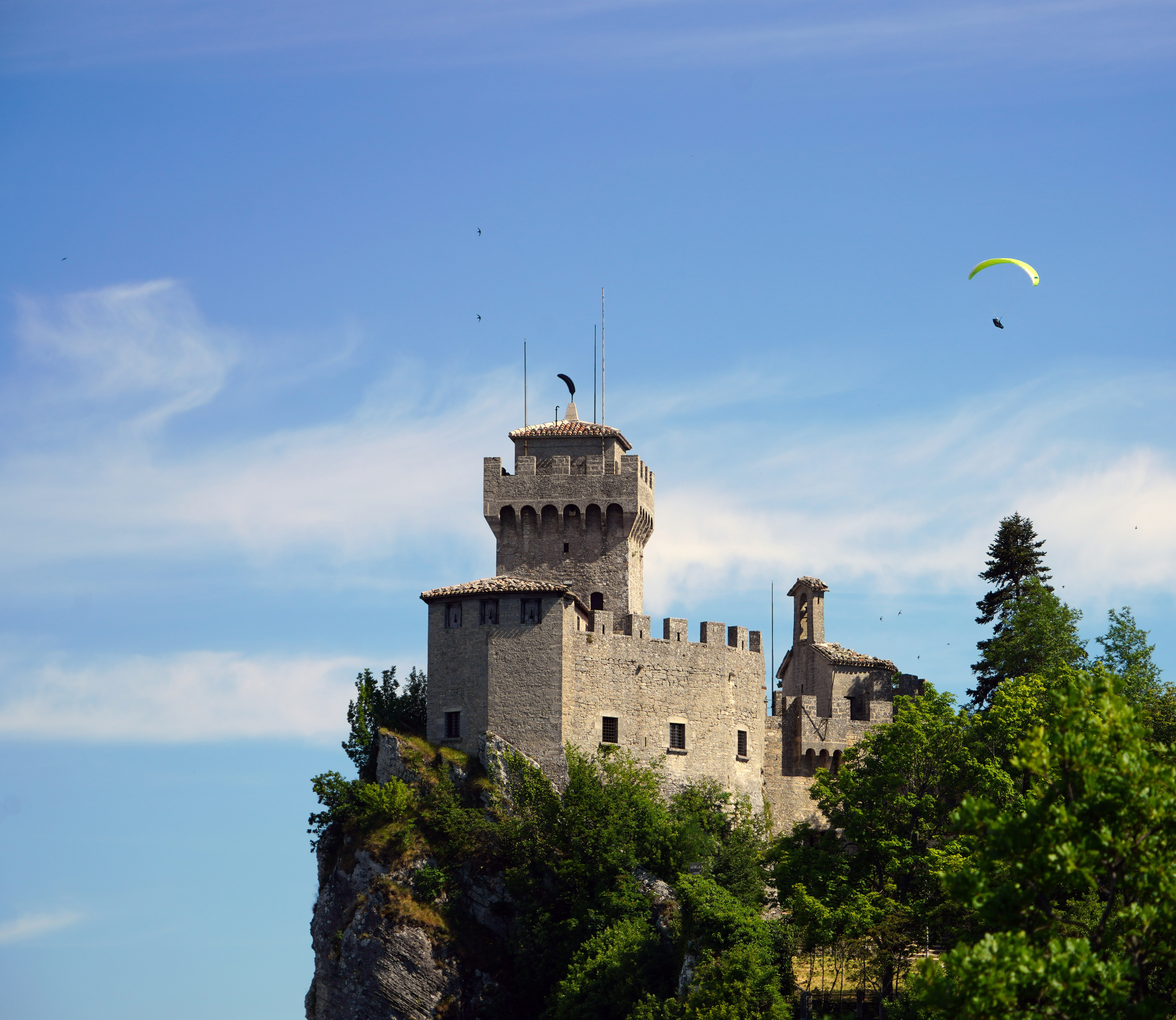
Tour de Cesta.

Les premières véritables preuves historiques de l’existence d’une communauté sur le mont Titano nous sont fournies par un moine prénommé Eugippio, lequel rapporte dans plusieurs documents datés de 511 qu’un autre moine vivant sur cette hauteur désigne déjà l’endroit du nom de « Saint-Marin ». Des documents plus tardifs, vers le IXe siècle, font état d’une communauté bien organisée, ouverte et fière : les écrits rapportent en outre que l’évêque voisin, déjà à l’époque, était impuissant à revendiquer ce territoire. Les Saint-Marinais appréciaient leur liberté, et se trouvaient à l’abri de beaucoup d’ennemis potentiels du fait que la plupart de ces derniers ignoraient jusqu’à l’existence de la minuscule entité politique.
Des fortifications furent néanmoins édifiées à partir du Xe siècle, comme en témoignent le Diplôme de Berengario de 951 et la Bulle d’Onorio II, datée de 1126. En 1372, le cardinal Aglico écrit que la ville « est située sur un très haut bloc de roche, au sommet duquel trois gigantesques châteaux s’élèvent ». Ces trois châteaux (ou tours) reçurent encore au cours du temps de nombreux aménagements, comme un système autonome d’approvisionnement en eau destiné à récolter l’eau de pluie et à la stocker dans de grandes citernes. Certaines de ces citernes, édifiées entre 1472 et 1478, sont encore visibles sous le palais du gouvernement.

## L’épanouissement d’une république pacifique
Vers l’an 1200, l’accroissement continuel de la population avait fini par rendre nécessaire une expansion territoriale, et il fut procédé à deux reprises à l’achat de châteaux voisins et de leurs dépendances. Peu de temps auparavant, Saint-Marin était devenue une cité-république à part entière, dotée de son propre code juridique. Le plus ancien des codes ayant pu être conservés date de l’an 1295. Au cours des trois siècles suivants, les lois saint-marinaises furent constamment précisées et mises à jour dans de nouvelles versions : le sixième et dernier code, publié le 21 septembre 1600, est constitué de pas moins de six tomes et de 314 rubriques, ce qui témoigne du degré de sophistication atteint par la société. Les lois étaient édictées par l’Arengo, un conseil réunissant les grands chefs de familles : le meurtre et la trahison étaient ainsi punis de la peine de mort. Même l’évacuation des ordures et des eaux usées étaient soumise à des réglementations et à des sanctions, situation exceptionnelle dans l’Europe de la fin du Moyen Âge.
Dès cette époque, la république comptait pour sa protection sur une armée parfaitement formée et organisée, dans laquelle tout homme âgé de 14 à 60 ans était susceptible de servir en cas de conflit. À partir de 1243, la coutume fut prise d’élire deux capitaines-régents à la tête de la cité pour un mandat de six mois, une pratique encore en usage aujourd’hui.

## La lutte pour conserver l’indépendance
L’Italie du XIIIe siècle est également celle de l’affrontement entre les partisans du pape (les guelfes) et ceux de l’empereur (les gibelins). À Saint-Marin, les deux communautés, qui avaient jusque-là vécu en bonne entente, connurent une discorde grandissante qui se solda finalement par le bannissement de tous les guelfes hors de la cité. Le ralliement de Saint-Marin aux gibelins et à la cause impériale s’explique en grande partie par le fait que les évêques voisins s’évertuaient à s’emparer de ce petit territoire, ou tout au moins à le soumettre à l’impôt. Le conflit entre cette cité farouchement indépendante et les autorités ecclésiastiques connut un sommet en 1247, date à laquelle le pape Innocent IV excommunia l’ensemble des Saint-Marinais. Trois autres excommunications suivirent au cours du siècle, et remirent sérieusement en cause la traditionnelle paix sociale de Saint-Marin.
La deuxième moitié du XIIIe siècle fut une période difficile pour la cité. La république de Rimini, d’obédience guelfe et alors sous la domination de la famille Malatesta, tenta de prendre le contrôle de Saint-Marin : seule une alliance contractée avec le comte d'Urbino gibelin Guy Ier de Montefeltro puis son fils Frédéric Ier permit de contrecarrer ce projet, au bout de plusieurs années de combats qui ne s’achevèrent qu’en 1299. Cette victoire ne mit cependant pas un terme aux tentatives d’annexion visant la ville. Dès 1291, un ecclésiastique nommé Teodorico tenta de soumettre les Saint-Marinais au pape et à l’impôt : une longue dispute juridique s’ensuivit, et fut résolue par un célèbre homme de droit et érudit originaire de Rimini, Palamede, qui trancha en faveur de Saint-Marin. À peine cinq ans plus tard, en 1296, ce fut la famille Feretrani qui tenta de revendiquer ce territoire, mais sans succès : un nouveau jugement de Palamede, communiqué par ailleurs au pape Boniface VIII, établit cette fois clairement la souveraineté pleine et entière des Saint-Marinais.
En dépit de cette décision, les régions avoisinantes continuèrent à nourrir des visées expansionnistes, et ce en vain. Lorsqu’on découvrit en 1303 des envoyés à la solde des Feretrani s’étant introduits illégalement sur le territoire de Saint-Marin, les combats reprirent et ne s’achevèrent qu’en 1320 à la suite de l’intervention aux côtés des Saint-Marinais de l’excellente armée de l’évêque Uberto.

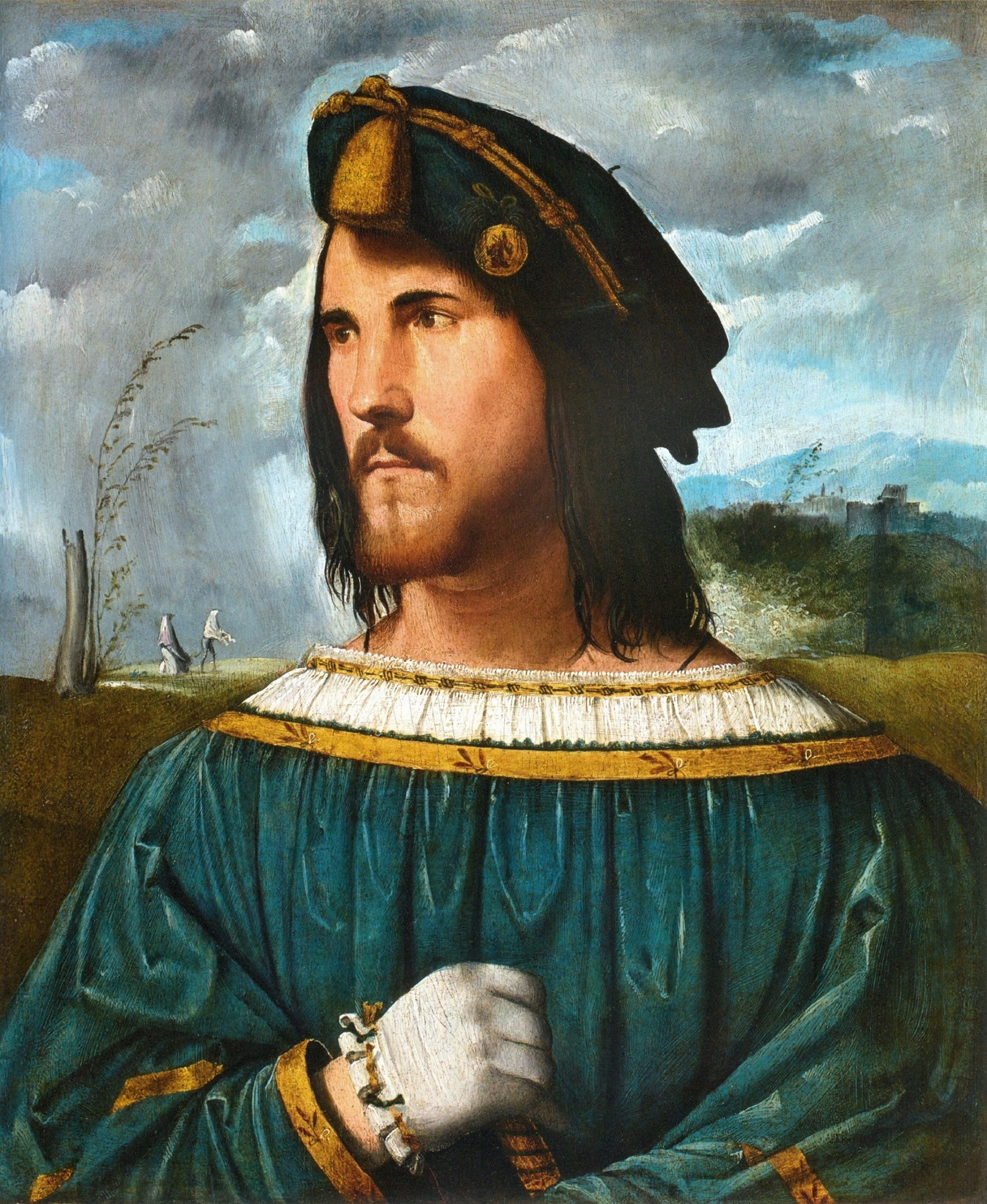
César Borgia a brièvement pris le contrôle de Saint-Marin en 1503.

Les adversaires de Saint-Marin finirent par réaliser que le petit territoire ne pouvait être obtenu par la guerre, et tentèrent de passer par la voie diplomatique. La République obtint la levée des sanctions spirituelles imposées par l’Église, ainsi que l’exonération de tout impôt concernant les propriétés détenues par le petit État en dehors de son territoire. En échange, cependant, fut exigée la remise de plusieurs exilés ayant fui la ville d’Urbino pour se réfugier à Saint-Marin. Cette requête fut rejetée, entraînant une reprise des hostilités avec la famille Malatesta jusqu’à la fin du XIVe siècle.
Lorsque cette famille, cent ans plus tard, tomba en disgrâce auprès du pape, les Saint-Marinais surent mettre à profit leur avantage en signant une alliance avec l’Église le 21 septembre 1461, ce qui leur permit de réengager la lutte contre les Malatesta.
Le conflit se termina dès 1463 par la victoire de Saint-Marin, à l’issue de laquelle le pape Pie II attribua à la République les trois seigneuries de Fiorentino, Montegiardino et Serravalle. L'année suivante, la seigneurie voisine de Faetano fut volontaire pour intégrer à son tour la communauté saint-marinaise : cet épisode constitue à la fois la dernière guerre et la dernière expansion territoriale de Saint-Marin. César Borgia, le célèbre duc de Valentinois et fils du pape Alexandre VI, a certes envahi Saint-Marin en 1503 pour y imposer sa domination autoritaire. Néanmoins cette occupation fut de courte durée : l’armée de Borgia fut anéantie lors d'une révolte du duché d'Urbino, à laquelle participèrent d’ailleurs quelques Saint-Marinais.

## Le déclin et la fierté retrouvée

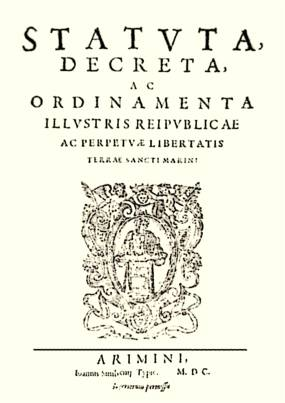
La nouvelle constitution.

Le 8 octobre 1600, une nouvelle constitution entra en vigueur, dont les principes fondamentaux se retrouvent jusque dans les textes actuels. À cette époque encore, Saint-Marin devait faire face à de nombreuses menaces potentielles : un traité de protection fut signé en 1602 avec l’Église, et entra finalement en vigueur en 1631.
Malgré ce succès diplomatique, les temps étaient durs pour la République, qui entra dans une inexorable phase de déclin : les personnalités les plus en vue prirent le chemin de l’émigration et les lignées de grandes familles nobles s’éteignirent les unes après les autres, ce qui entraîna une chute du prestige culturel de la communauté.

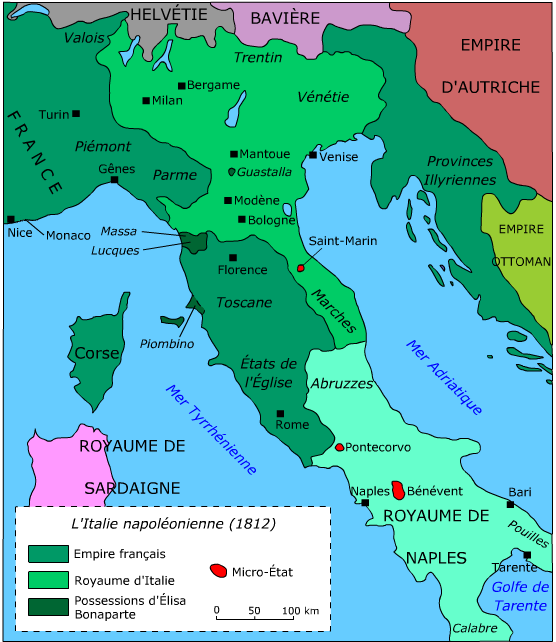
Saint-Marin est l'un des rares États italiens de l'ère pré-napoléonienne à conserver sa pleine indépendance. Voir Histoire de l'Italie.

Une nouvelle invasion du territoire fut l’occasion de ressusciter la fierté nationale des Saint-Marinais : le 17 octobre 1739, le cardinal Giulio Alberoni, légat du pape en Romagne, s’attaqua à la République. Alberoni agissait ainsi pour son compte personnel et non par ordre du pape, et c’est tout naturellement vers ce dernier que Saint-Marin se tourna. Clément XII envoya sur place le cardinal Enrico Enriquez pour lui rendre compte de la situation. Sur la base des indications fournies par ce dernier, le pape enjoignit immédiatement au cardinal Alberoni de libérer Saint-Marin : le 5 février 1740, moins de six mois après l’invasion, la République retrouva ainsi sa liberté.
Lorsqu’à partir de 1796, Napoléon Bonaparte assura sa domination à travers toute l’Italie en y fondant plusieurs États-satellites (République cisalpine à Milan, République ligurienne à Gênes, etc.), Saint-Marin s’empressa de conclure des accords commerciaux avec ces nouvelles entités politiques, manifestant ainsi son alliance avec Napoléon.
Il est souvent rapporté que Napoléon, au cours de la campagne d'Italie, aurait donné l’ordre à ses troupes de s’arrêter aux frontières de Saint-Marin et de ne pas les franchir — le futur empereur était, selon plusieurs témoignages, un grand admirateur de ce petit État qui n’avait jamais fait acte de soumission à quiconque. En guise d’hommage, et avec la magnanimité du vainqueur, il voulut même offrir à Saint-Marin deux canons, plusieurs chariots de céréales et surtout une extension territoriale jusqu’à la mer. La sagesse et la retenue légendaire des Saint-Marinais ne leur firent pas défaut en cette occasion : la perspective d’étendre leur territoire et de s’imposer aux yeux des autres nations fut poliment déclinée. La communauté avait en effet conscience qu’il leur aurait été par la suite impossible de vivre en paix avec leurs voisins. Seuls les chariots de victuailles, moins compromettants, trouvèrent grâce à leurs yeux…
À la suite de la défaite du Premier Empire, le congrès de Vienne de 1815 décréta le retour à l’ordre pré-napoléonien en Italie : ainsi, de même que les Bourbons se réimplantèrent au sud de la péninsule et les Habsbourgs au nord, Saint-Marin put conserver son indépendance.

## L’unification italienne

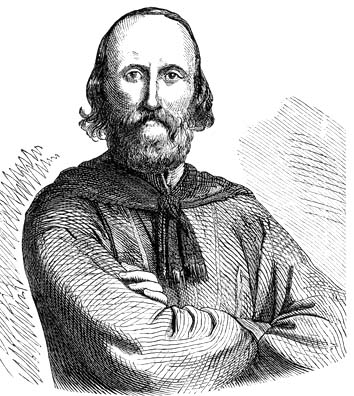
Giuseppe Garibaldi trouva refuge à Saint-Marin, dont il reçut la citoyenneté.

Pendant toute la période dite du Risorgimento, au cours de laquelle les mouvements révolutionnaires se multiplièrent en Italie, Saint-Marin servit de terre d’asile à de nombreux exilés. À la suite de la répression des révolutions de 1848/49, le célèbre Giuseppe Garibaldi y trouva par exemple refuge, avant de recevoir en 1861 la citoyenneté saint-marinaise.
Après que des plébiscites furent organisés en Sicile et dans le Nord de l’Italie, grâce auxquels une très large majorité se dégagea en faveur d’une union avec le royaume de Piémont-Sardaigne, et après que les États de l’Église eurent été envahis par les troupes piémontaises, le nouveau royaume unifié d’Italie fut finalement proclamé le 17 mars 1861. Saint-Marin, depuis toujours une République indépendante, refusa de prendre part à l’unification italienne et resta donc un État souverain. Abraham Lincoln, par ailleurs citoyen d’honneur de Saint-Marin, prit parti pour cette solution et écrivit à ce sujet aux capitaines-régents : « Votre État, bien que petit, est l’un des plus honorables de l’histoire. ».
Dès le 22 mars 1862, un ambitieux traité d’amitié et de coopération fut conclu entre Saint-Marin et le royaume d'Italie, les deux États y étant considérés sur un pied d’égalité. La convention fut renouvelée le 27 mars 1872.

## Le fascisme et la Seconde Guerre mondiale
Jusqu’en 1906, les soixante membres du Parlement étaient nommés à vie et se désignaient eux-mêmes. Le principe électif fut introduit en 1906 afin de rendre le système plus démocratique, mais connut un dévoiement dès 1923 : à la suite de l’accession au pouvoir le 1er avril des deux premiers capitaines-régents d’idéologie fasciste, le Parti fasciste saint-marinais (Partito Fascista Sammarinese) remporta la majorité absolue des sièges lors des élections du 4 avril.

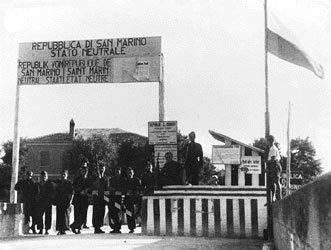
La neutralité de Saint-Marin pendant la Seconde Guerre mondiale.

Par la suite, et malgré sa collaboration affichée avec le dictateur Benito Mussolini, la République ne fournit aucun soldat à l’armée italienne. Par ailleurs, la traditionnelle neutralité du petit État conduisit le gouvernement fasciste de Saint-Marin à ne pas s’engager officiellement dans la Seconde Guerre mondiale.
En 1941 et en 1942, les forces d’opposition parvinrent pour la première fois à revenir au Parlement, ce qui fut permis entre autres par la naissance d’une vague de résistance anti-fasciste ailleurs en Italie. Le 28 juillet 1943 vit finalement la dissolution du Parti fasciste saint-marinais, trois jours après le renversement de Mussolini. Le petit État accueillit par la suite près de 100 000 réfugiés fuyant les combats plus au sud. Malgré sa neutralité et le traçage de gigantesques croix blanches pour délimiter son territoire, les bombardiers britanniques larguèrent le 26 juin 1944 plusieurs centaines de bombes sur Saint-Marin, provoquant la mort de soixante personnes et des blessures pour des centaines d’autres — le gouvernement britannique devait reconnaître plus tard que cette attaque était totalement injustifiée. Les Saint-Marinais connurent à nouveau les combats en septembre 1944, lorsque les Alliés et le Troisième Reich s’affrontèrent pour le contrôle de la région. Les États-Unis s’installèrent à Saint-Marin à titre provisoire jusqu’en novembre, notamment pour aider au rapatriement des nombreux réfugiés qui s’y trouvaient.

## L’après-guerre

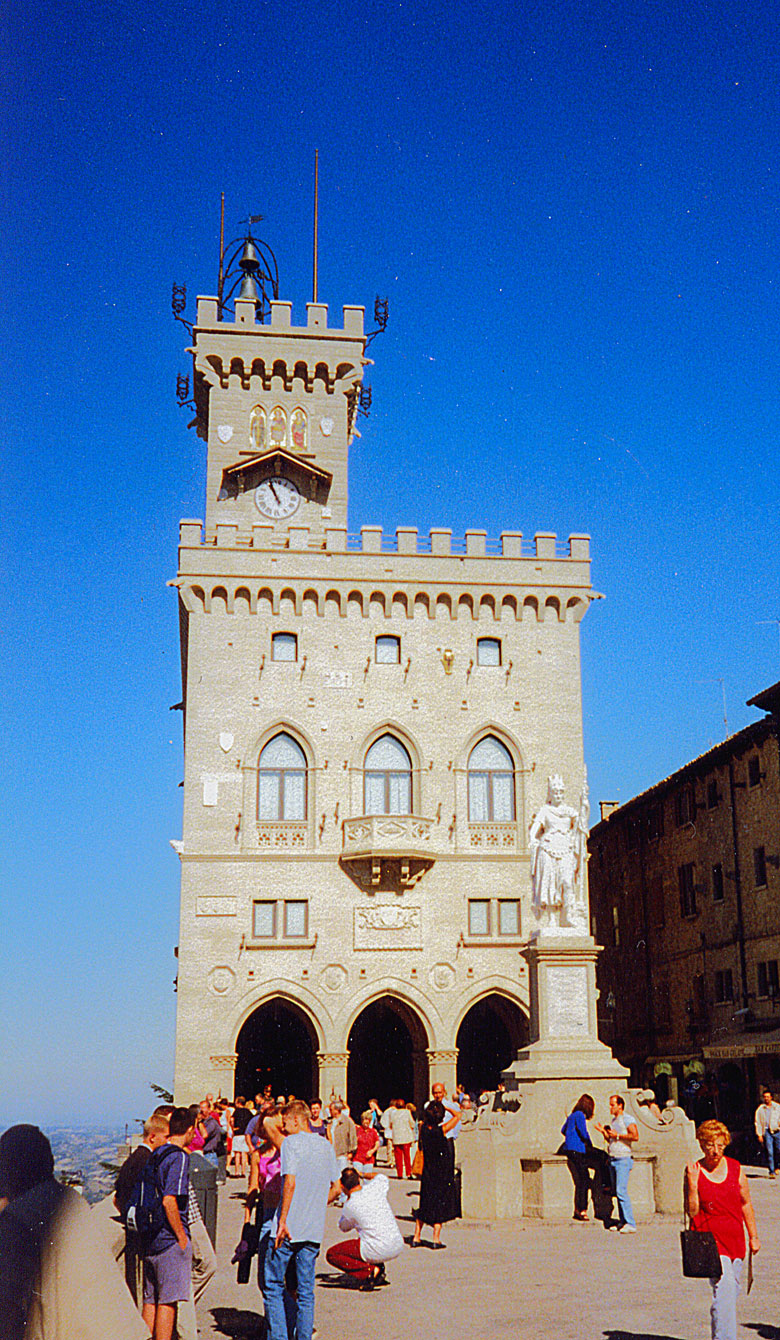
Le palais du Gouvernement (Palazzo Publico) aujourd’hui : Saint-Marin est devenu un lieu très prisé des touristes.

Étant donné que le gouvernement fasciste de Saint-Marin n’avait pas porté atteinte à la constitution du pays et à ses lois les plus fondamentales, il n’y eut que peu de changements politiques après la fin de la Seconde Guerre mondiale. Les femmes reçurent le droit de vote en 1960, puis le droit d’éligibilité en 1973.
Un élément souvent oublié tient à ce que la République, de 1945 à 1957 et à nouveau de 1978 à 1986, fut dirigée par un gouvernement à majorité communiste : dans la période 1945 – 1957, le Parti communiste saint-marinais gouvernait en coalition avec le Parti socialiste saint-marinais (ce qui a cessé à la suite de la crise de Rovereta) ; en 1978 – 1986, il forma une nouvelle alliance, cette fois avec le Parti socialiste unitaire. Entre 1986 et 1990, les communistes gouvernèrent en coalition avec le Parti démocrate-chrétien saint-marinais En 1990, le Parti communiste connut un abandon de sa ligne idéologique et une rupture avec le communisme et se rebaptisa Parti progressiste démocrate. 
Depuis la fin des années 1950, le tourisme a joué un rôle croissant pour Saint-Marin. En l’an 2000, plus de trois millions de touristes allèrent visiter ce petit État de moins de 30 000 habitants. Les rentrées fiscales augmentèrent en conséquence, ce qui permit à l’État de se libérer de toute dette publique et d’instaurer en 1975 une assurance maladie totalement gratuite pour les Saint-Marinais. Aujourd’hui, environ 60 % des revenus de Saint-Marin proviennent directement ou indirectement du tourisme. La plupart des visiteurs viennent y faire une excursion d’une journée depuis les grands centres touristiques de la mer Adriatique toute proche, tels que Rimini et Pesaro.
Saint-Marin est devenu en 1988 un membre du Conseil de l'Europe et a adhéré en 1992 à l’Organisation des Nations unies.
La pandémie de Covid-19 touche particulièrement Saint-Marin dès mars 2020 qui se trouve, au 16 avril 2021, être l'un des pays avec le plus de victimes par rapport à sa population.